# Burkert Pieske
Burkert Pieske (geb. 1961 in Heidelberg) ist ein deutscher Internist und Kardiologe, er beschäftigt sich mit Erforschung und Behandlung von Herzinsuffizienz, Herzrhythmusstörungen und Prävention kardiovaskulärer Erkrankungen. Von 2007 bis 2014 war er Direktor der Klinischen Abteilung für Kardiologie an der Medizinischen Universität Graz (Österreich). Von 2014 bis 2023 fungierte er als Direktor der Klinik für Innere Medizin mit Schwerpunkt Kardiologie am Campus Virchow der Charité Berlin. Bis zur Integration in die Charité im Jahr 2022 war Pieske außerdem Klinikdirektor und Vorstandsmitglied am Deutschen Herzzentrum Berlin.

## Leben
Pieske wurde 1961 in Heidelberg geboren. Mit dem Umzug der Familie nach München besuchte er in Gräfelfing die Grundschule und das Kurt-Huber-Gymnasium, wo er 1980 Abitur machte und leistete auch in München seinen Zivildienst. Er studierte Medizin an der Technischen Universität München, der Ludwig-Maximilians-Universität München, sowie der Université René Descartes in Paris. Aus Leidenschaft hat Pieske parallel zum Medizinstudium Kunstgeschichte und Vorderasiatische Archäologie studiert. Pieske ist verheiratet und hat vier Kinder. Er ist Skifahrer und Segler.

## Werdegang
Pieskes akademischer und beruflicher Werdegang führte ihn von der Universität München über internationale Forschungsaufenthalte in Japan und den USA bis hin zur medizinischen Forschung und Patientenversorgung in Deutschland und Österreich.
1987 bis 1989 arbeitete Pieske wissenschaftlich unter der Leitung von Erland Erdmann und Michael Böhm an seiner Dissertation. Von 1990 bis 1998 absolvierte Pieske seine klinische Ausbildung, unter Leitung von Hanjörg Just an der Universität Freiburg im Breisgau und spezialisierte sich dort in Innerer Medizin und Kardiologie. Dort wurde er 1997 zunächst Facharzt für Innere Medizin, und erlangte 1998 die Schwerpunktbezeichnung Kardiologie. Im selben Jahr erfolgte seine Habilitation im Bereich Innere Medizin. Anschließend war er von 1998 bis 2007 zunächst als Oberarzt, später als Außerplanmäßiger Professor (APL), stellvertretender Klinikdirektor, sowie Geschäftsführender Direktor des Zentrums Innere Medizin an der Universitätsmedizin Göttingen unter der Leitung von Gerd Hasenfuß tätig. Dort implementierte er ein neues Ausbildungskonzept für Medizinstudierende (Kardiopulmonales Lehrcurriculum) und war im Auftrag des Vorstands Gründungsgeschäftsführer des Instituts für Klinische Forschung (IFS gGmbH) zur fachübergreifenden Professionalisierung klinischer Forschung.
Im Jahr 2006 erhielt Pieske einen Ruf auf den Lehrstuhl für Kardiologie an der Universität Magdeburg sowie zeitgleich auf den Lehrstuhl für Kardiologie an der Medizinischen Universität Graz in Österreich. Letzteren Ruf nahm er an und leitete ab 2007 die dortige Abteilung für Kardiologie. Unter seiner Leitung gelang es, Fördermittel für die Gründung eines Ludwig-Boltzmann-Instituts für Herzinsuffizienzforschung einzuwerben, das 2011 ins Leben gerufen wurde, sowie gemeinsam mit der Herzchirurgie und anderen herzmedizinischen Disziplinen das Universitäre Herzzentrum Graz aufzubauen. Zwischen 2011 und 2013 bekleidete Pieske das Amt des Präsidenten der Österreichischen Kardiologischen Gesellschaft.
2014 wurde Pieske als Universitätsprofessor und Klinikdirektor an die Charité Universitätsmedizin Berlin berufen und leitete die Klinik für Innere Medizin mit Schwerpunkt Kardiologie am Campus Virchow-Klinikum. Zugleich wurde Pieske Direktor der Klinik für Innere Medizin und Kardiologie am Deutschen Herzzentrum Berlin (DHZB) sowie Vorstandsmitglied im DHZB. Seine Positionen am Deutschen Herzzentrum Berlin (DHZB) endeten mit der Fusion des Krankenhausbetriebs des DHZB mit den herzmedizinischen Einrichtungen der Charité zum 1. Januar 2023, was zur Bildung des Deutschen Herzzentrums der Charité (DHZC) führte. Ende 2023 schied Pieske aus der Charité aus und leitet seither den Bereich Herzinsuffizienz an der Kardiologie der Universitätsmedizin Rostock und ist weiterhin führend an internationalen Forschungsprojekten beteiligt. 

## Forschung
Pieske hat grundlagenwissenschaftliche Beiträge zur myokardialen Funktion, zur elektro-mechanischen Kopplung, sowie zu zellulären Aspekten der Arrhythmie-Entstehung bei Herzinsuffizienz geleistet. Von grundlegender Bedeutung sind dabei Arbeiten zur Beziehung zwischen Kontraktionskraft und Herzfrequenz (Kraft-Frequenz-Beziehung), sowie zur ionalen Grundlage getriggerter Arrhythmien.
Viele dieser Arbeiten wurden an perioperativ anfallendem menschlichen Herzmuskelgewebe durchgeführt, wodurch die Studienergebnisse besser auf die die Situation im Patienten übertragbar waren als tierexperimentelle Daten. Translational und klinisch hat Pieske das heutige Konzept der Herzinsuffizienz mit erhaltener Pumpfunktion mitentwickelt und zu diesem Thema 2022 einen Sonderforschungsbereich der Deutschen Forschungsgemeinschaft an der Charité eingeworben.
Zudem hat er Studien zu Epidemiologie und Verlauf von Herz-Kreislauf-Erkrankungen (z. B. BeLOVE) und klinische Phase-II- und -III-Studien im Bereich Herzinsuffizienz und Vorhofflimmern geplant und als Principal Investigator oder Mitglied des Steering Committees durchgeführt. Hierzu gehört unter anderem die abgeschlossene Phase-III-Studie VICTORIA, die PARAGON-Studie, mehrere Studien zu körperlichem Training bei Herzinsuffizienz, sowie die derzeit noch laufenden Studien CABA-HFpEF (Ablation bei Vorhofflimmern), SPIRIT-HF (Spironolacton bei Herzinsuffizienz mit erhaltener Pumpfunktion), sowie FAIR-HF (Eisenmangel-Substitution bei Herzinsuffizienz).
Viele dieser Studien wurden und werden mit Hilfe öffentlicher Fördermittel, z. B. aus dem Deutschen Zentrum für Herz-Kreislaufforschung, durchgeführt. Ergebnisse seiner Forschung flossen in aktuelle Behandlungsleitlinien, u. a. der Europäischen Gesellschaft für Kardiologie, ein.

## Mitgliedschaften und Funktionen in wissenschaftlichen Gesellschaften und Vereinigungen
Pieske ist Mitglied in den wesentlichen nationalen und internationalen Fachgesellschaften und wissenschaftlicher Vereinigungen, darunter die Deutsche Gesellschaft für Kardiologie, die Österreichische Gesellschaft für Kardiologie, die Europäische Gesellschaft für Kardiologie (ESC), die American Heart Association (AHA), das American College of Cardiology (ACC) sowie die International Society for Heart Research (ISHR). Von 2011 bis 2023 bekleidete er das Amt des Präsidenten der Österreichischen Gesellschaft für Kardiologie. Zusätzlich war er von 2008 bis 2014 Board-Mitglied und zuständig für den Bereich Grundlagenforschung in der Heart Failure Association der ESC. In dieser Funktion organisierte er als Kongresspräsident den Heart Failure Congress 2013 in Lissabon. Des Weiteren war er Mitglied des International Council der International Society for Heart Research (ISHR), für die er als Kongresspräsident des Weltkongresses 2022 in Berlin organisierte. Seit 2015 ist er als Vorsitzender der Berlin-Brandenburgischen Gesellschaft für Herz-Kreislaufforschung. Von 2021 bis 2023 war er Präsident des Deutschen Ordinarien-Vereins Kardiologie mit Sitz in Freiburg im Breisgau.

## Preise und Auszeichnungen
Pieske ist Fellow der European Heart Association (ESC), der American Heart Association (AHA), sowie des American College of Cardiology (FESC, FAHA, FACC). Zusätzlich erhielt er diese Auszeichnung von der International Society for Heart Research. 2021 erhielt er den Franz-Loogen-Preis der Deutschen Gesellschaft für Kardiologie für seine grundlagenwissenschaftlichen Arbeiten zum Verständnis der Herzinsuffizienz. Seit 2019 ist Pieske einer der weltweit meistzitierten Wissenschaftler auf seinem Fachgebiet.

## Kritik und Kontroversen
Im November 2022 wurde bekannt, dass Pieske an der Charité fristlos gekündigt wurde. Seine Position am DHZB behielt er zunächst bei. Die Entlassung erfolgte im Wesentlichen aufgrund von Vorwürfen bezüglich mutmaßlicher Verstöße gegen Compliance-Regeln. Pieske leitete gegen diese Maßnahme arbeitsrechtliche Schritte ein. Schließlich wurden die erhobenen Vorwürfe gegen Pieske fallengelassen, und es kam zu einem einvernehmlichen Ausscheiden aus der Charité zum Ende 2023. Dies wurde gegenüber den Charité-Mitarbeitern im September 2023 kommuniziert und Pieske ausdrücklich für seine Tätigkeit als Klinikdirektor für die Charité gedankt, wobei sein Einsatz im Zusammenhang mit der Schaffung des DHZC besonders hervorgehoben wurde.

## Publikationen
Pieske veröffentlichte bis Ende 2023 über 700 wissenschaftliche Arbeiten. Er zählt zu den weltweit meistzitierten Forschern auf seinem Gebiet. Zu den Publikationen der letzten Jahre zählen:
- The VICTORIA echocardiographic substudy; Effect of vericiguat on left ventricular structure and function in patients with heart failure with reduced ejection fraction. 2023, doi:10.1002/ejhf.2836.
- Exercise testing in heart failure with preserved ejection fraction: an appraisal through diagnosis, pathophysiology and therapy - A clinical consensus statement of the Heart Failure Association and European Association of Preventive Cardiology of the European Society of Cardiology. Juli 2022, doi:10.1002/ejhf.2601.
- The PARALLAX Randomized Clinical Trial; Effect of Sacubitril/Valsartan vs Standard Medical Therapies on Plasma NT-proBNP Concentration and Submaximal Exercise Capacity in Patients With Heart Failure and Preserved Ejection Fraction. November 2021, doi:10.1001/jama.2021.18463.
- Vericiguat in Patients with Heart Failure and Reduced Ejection Fraction. Mai 2020, doi:10.1056/NEJMoa1915928.